# Euless (Texas)
Euless város az USA Texas államában, Tarrant megyében. Lakosainak száma 61 032 fő (2020. április 1.).

## Népesség
A település népességének változása:

| 2010 | 51 277 |
| 2020 | 61 032 |